# Transporte en Los Ángeles
La ciudad de Los Ángeles es un importante nudo del transporte individual, de pasajeros y del transporte intermodal en California. La ciudad dispone de un complejo sistema de autopistas, extenso y muy utilizado; pero también redes de autobús, metro y metro ligero importantes. Este artículo desarrolla la cuestión del transporte en la ciudad de Los Ángeles y en su área metropolitana.

## Historia

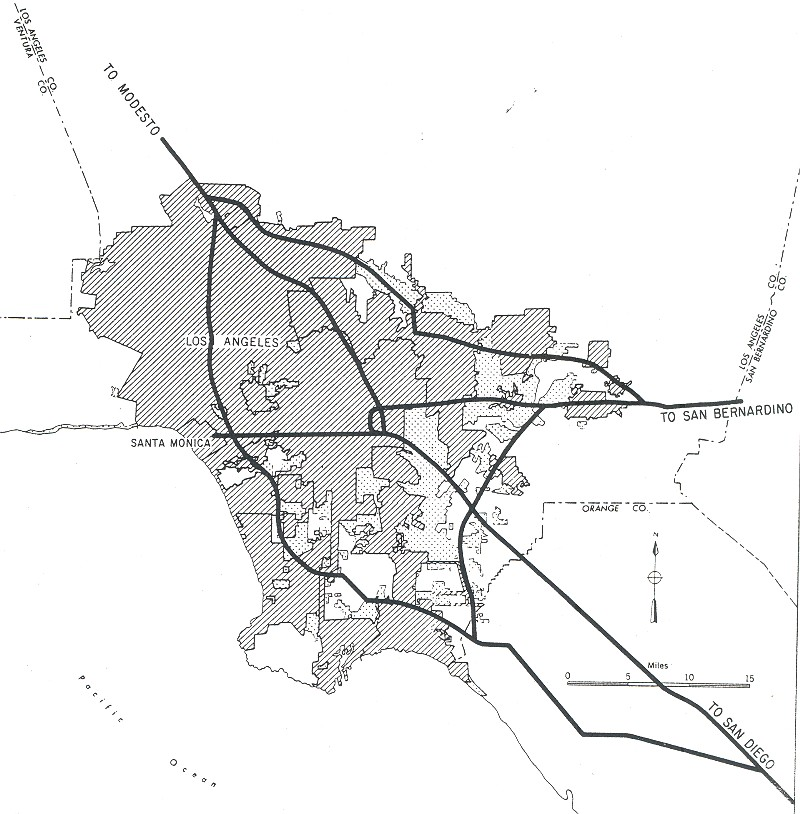
"Yellow Book" del Interstate Highway System de la región en 1955.

La ciudad es conectada al resto del país por la Southern Pacific Railroad en 1876, pero la población es más bien hostil a las compañías de ferrocarril a finales de siglo XIX y principios del XX, ya que controlan de cerca el comercio de la región y transmiten en ocasiones una imagen de corrupción. En 1910, el candidato al puesto de gobernador del estado, Hiram Johnson, viaja en el estado en coche para mostrar su oposición a la Southern Pacific Railroad. El automóvil se va a convertir desde entonces, para los californianos del sur y los habitantes de Los Ángeles, el medio de transporte preferido, lo que va a comportar la construcción de numerosas carreteras.
La primera autopista de la ciudad y de todo el oeste de Estados Unidos fue la Ruta 110, conocida también bajo el nombre de Pasadena Freeway o de Arroyo Seco Parkway. Se construyó de 1938 a 1953, y el primer tramo se abrió el 1 de enero de 1940. Une el centro de Los Ángeles con el centro de Pasadena. Ciertos tipos de camiones demasiado pesados no están autorizados a utilizar esta antigua autopista, a la que los usuarios tachan de poco cómoda y peligrosa, ya que no posee carril de urgencia. También le reprochan que fue construida para vehículos más lentos y en una época en la que el tráfico no era tan intenso. Sin embargo, la autopista posee una importancia histórica significativa, ya que se incluye en la lista de los National Historic Civil Engineering Landmarks y de las California Historic Parkways.
En 1947, se revelan los proyectos para la construcción de un cruce de autopistas a cuatro niveles que conectase la 101 a la 110, cerca del centro de la ciudad. Se finaliza en 1953, y es el primer cruce de su género en haber sido construido. En 1971, tiene lugar en Sylmar un seísmo de magnitud 6,6, que destruye por completo el enlace entre la Interestatal 5 y la Antelope Valley Freeway y provoca la muerte de al menos dos personas. Reconstruido y reabierto en 1973, este mismo enlace sufre un nuevo terremoto en 1994, el llamado terremoto de Northridge y mata a una persona. También se vieron afectadas la Santa Monica Freeway (I-10), la Simi Valley Freeway (118), la Golden State Freeway (I-5) y la Antelope Valley Freeway (14) pero fueron reconstruidas rápidamente antes del fin del año. En 1993, la Glenn Anderson (Century) Freeway, Interstate 105, es la última autopista construida en Los Ángeles. Existen proyectos de mejora de la red y de construcción de nuevas carreteras, pero hoy por hoy el desarrollo del transporte está orientado hacia los transportes públicos.

## Transporte por carretera
| Estudio del Texas Transportation Institute                                 | Nueva York | Los Ángeles | San Francisco |
| -------------------------------------------------------------------------- | ---------- | ----------- | ------------- |
| Población de área metropolitana (en millones)                              | 22,25      | 20,46       | 7,16          |
| Tiempo de espera anual en los atascos, por persona                         | 69 h       | 72 h        | 60 h          |
| Coste anual de los atascos, por persona                                    | $392       | $718        | $515          |
| Economía del coste anual de los atascos congestión, en millones de dólares | 7 383      | 9 325       | 2 412         |
| Excedente de carburante consumido en los atascos, por persona              | 47 galones | 57 galones  | 39 galones    |

Estadísticas del año 2005 extraídas del TTI Urban Mobility Report y del Oficina del Censo
La enorme expansión urbana de la región y la historia demográfica de la ciudad explican la preferencia de los habitantes por el automóvil. La distancia que separa los diferentes barrios y los diferentes puntos de interés obliga a utilizar o bien la red de carreteras, o bien los transportes públicos (estos últimos se emplean menos). Los guías recomiendan a los turistas alquilar un coche. Por todo ello, la ciudad es considerada como una especie de "capital" de los embotellamientos y del automóvil.

### Autopistas
Los Ángeles es el nudo central de una red de autopistas muy importante, a la que se le estima una longitud de 1000 kilómetros al nivel de la aglomeración. Sus autopistas monopolizan desplazamientos cotidianos de 160 millones de kilómetros. La calidad de la red es reconocida, pero el aumento creciente de los embotellamientos desde hace varios años obliga a las autoridades a desarrollar medios de transporte alternativos.
La llegada en coche se efectúa sobre principalmente por las autopistas siguientes: la Interestatal 5, la Interestatal 15, la U.S. Route 101 y la Interestatal 10. La I-5 y la I-15 conectan Los Ángeles con todas las ciudades importantes del norte y del sur. La Route 101 discurre en dirección a Santa Bárbara antes de salir hacia el norte en dirección San Francisco. La I-10 conecta la ciudad a las comunidades situadas al este.

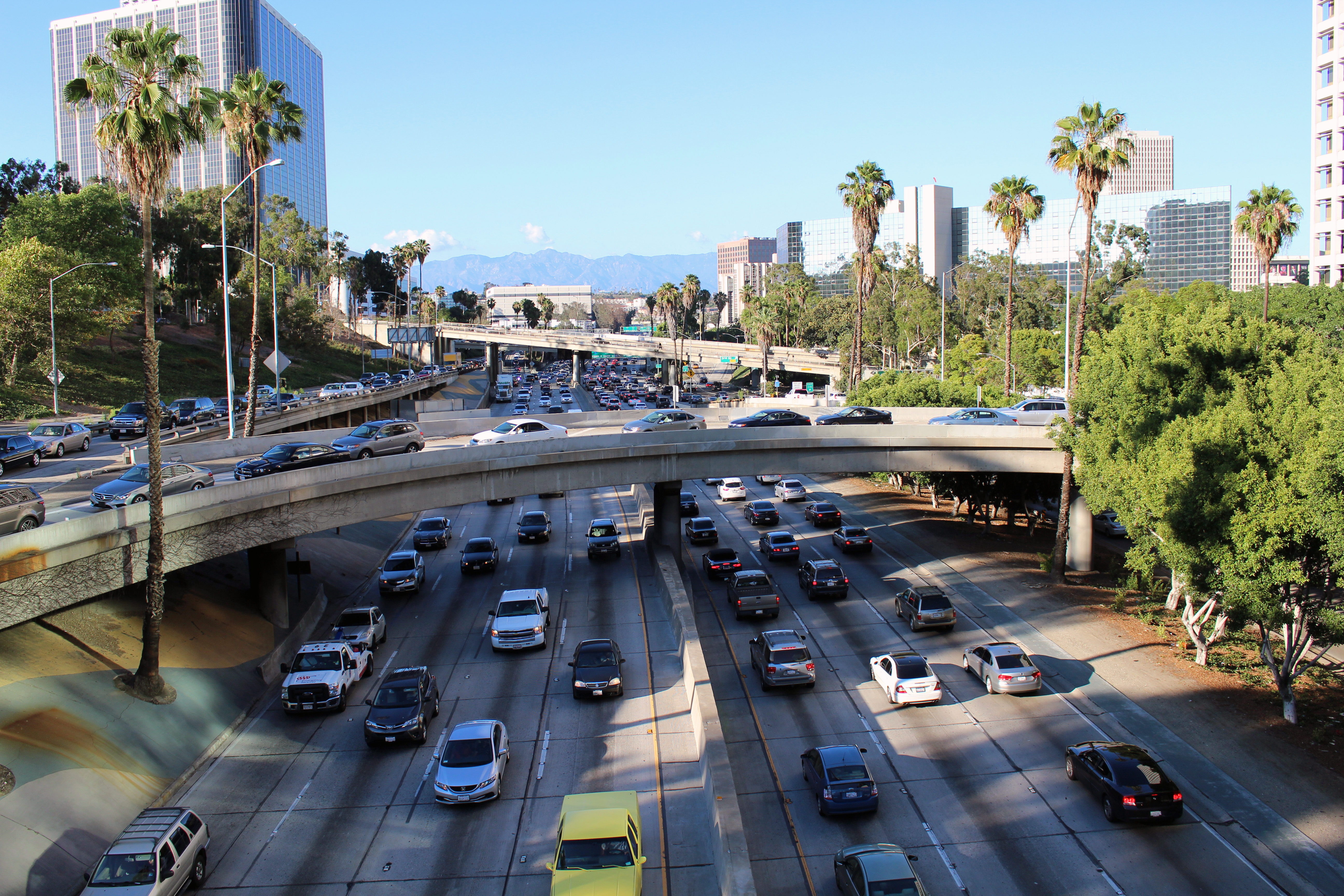
Hora punta en la Interestatal 110, en el centro de Los Ángeles.

Los angelinos llaman a las autopistas por su nombre alternativo ("The Golden State Freeway") o con un artículo definido ("The 101"), lo que no es el caso de todos los habitantes del estado. La hora punta se sitúa entre las 6 y las 9 de la mañana el fin de semana y, por la tarde, entre las 15 y 19.  Las emisoras de información locales emiten con regularidad boletines sobre el estado del tráfico que son muy seguidos, pues es indispensable tener en cuenta los atascos y los accidentes para desplazarse por la red viaria. La sección de la Interestatal 10 llamada Santa Monica Freeway, es el escenario más frecuente de las retenciones. Sin embargo, fuera de las horas punta, el tráfico es mucho más fluido y contrasta con la imagen que posee Los Ángeles con respecto a los atascos.
La ciudad es también el telón de fondo de numerosas persecuciones que pueden durar horas (pues el sistema de carreteras es vasto y complejo), y que suelen ser seguidas por los canales de televisión locales.
La persecución más conocida que ha tenido lugar en Los Ángeles es, sin duda, la de O. J. Simpson.

#### Las principales autopistas del área metropolitana

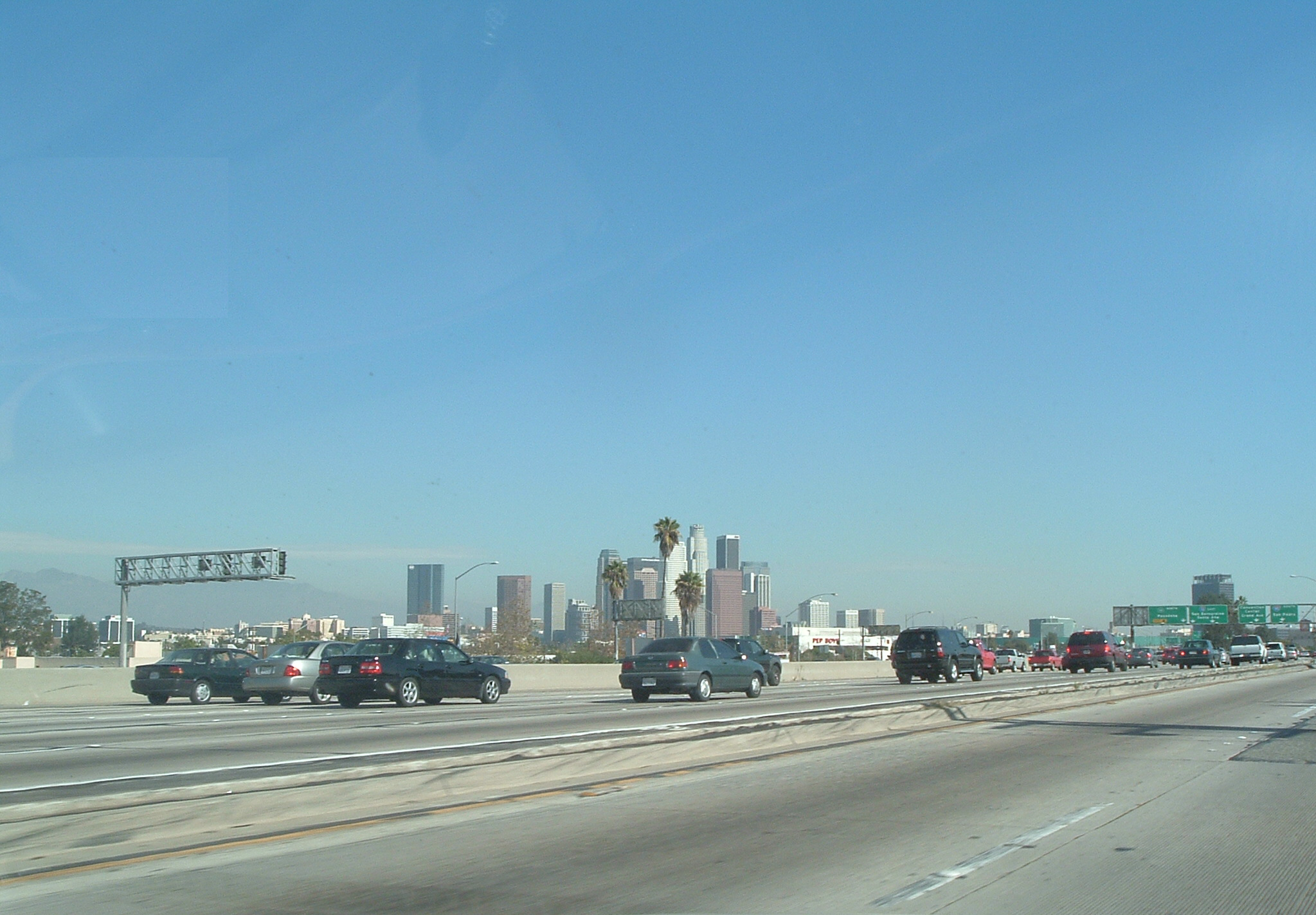
Los Ángeles vista desde la Santa Monica Freeway

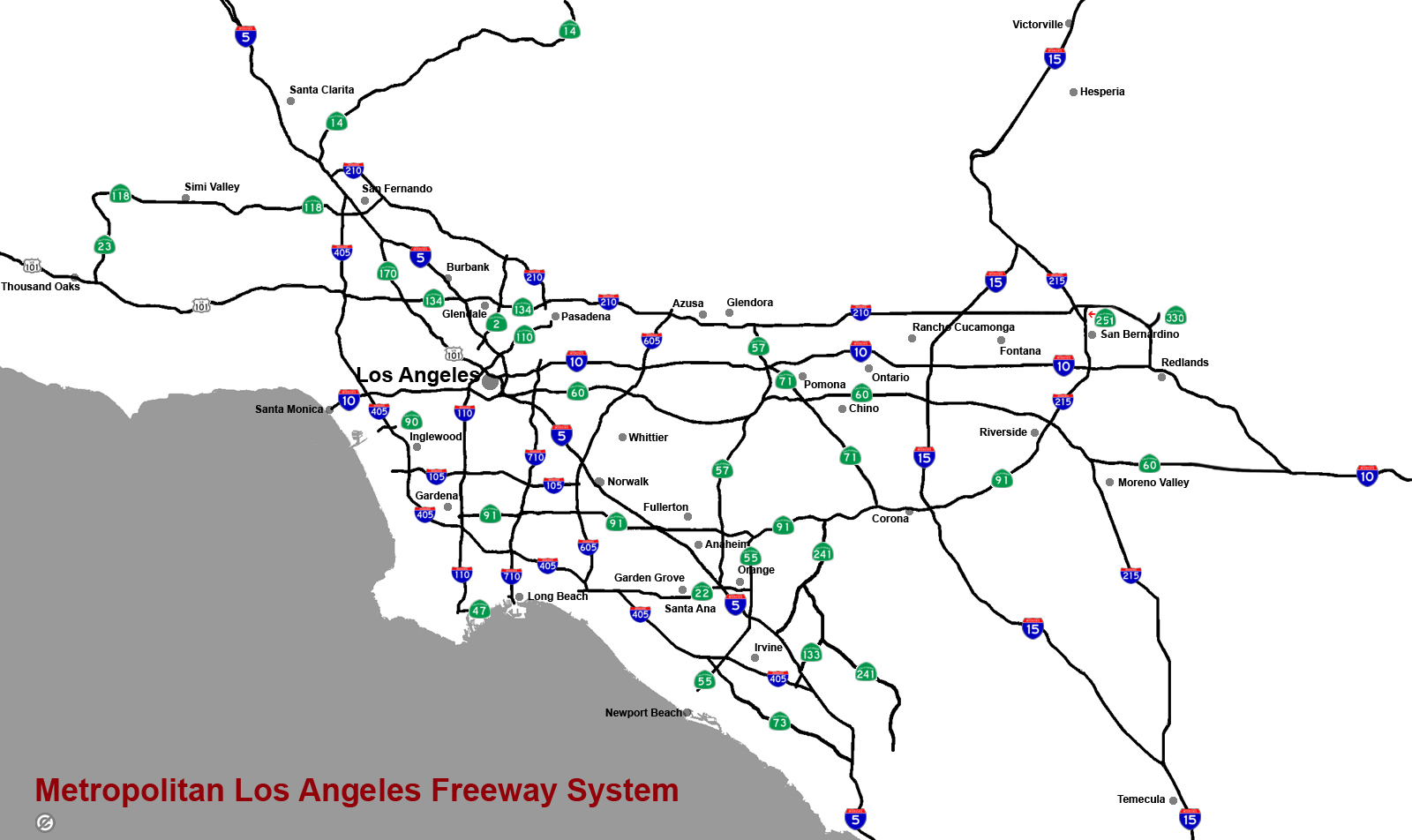
La extensa red de autopistas de Los Ángeles y de su región.

En total, sirven a la región una docena de autopistas principales, de las cuales las principales son:
- La Golden State (I-5) freeway — es la principal autopista interestatal. Pasa por la ciudad en dirección norte-sur.
- La San Diego (405) freeway — es una carretera principal ligada a la precedente.
- La U.S. Route 101 — La alternativa de la Ruta Estatal de California 1.
- La Ruta Estatal de California 1.
- La Santa Monica (I-10) freeway — La primera autopista este-oeste.
- La Pomona (60) freeway — La segunda autopista este-oeste.
- La Century (105) freeway.
- La Simi Valley (118) freeway.
- La Foothill (210) freeway.
- La Long Beach (710) freeway.

El Toro Y, situada en Irvine, en el condado de Orange, es una de las intersecciones de carreteras más utilizadas en el mundo: entre 1975 y 2002, la utilizaron de 102.000 a 356 000 vehículos al día. Hoy es una de las más congestionadas, debido al rápido crecimiento del condado. Conecta la Interestatal 405 con la Interestatal 5. Actualmente, el East Los Angeles Interchange, construido a principios de los años 60, se considera uno de los más importantes del mundo.

### Bulevares, avenidas y calles principales

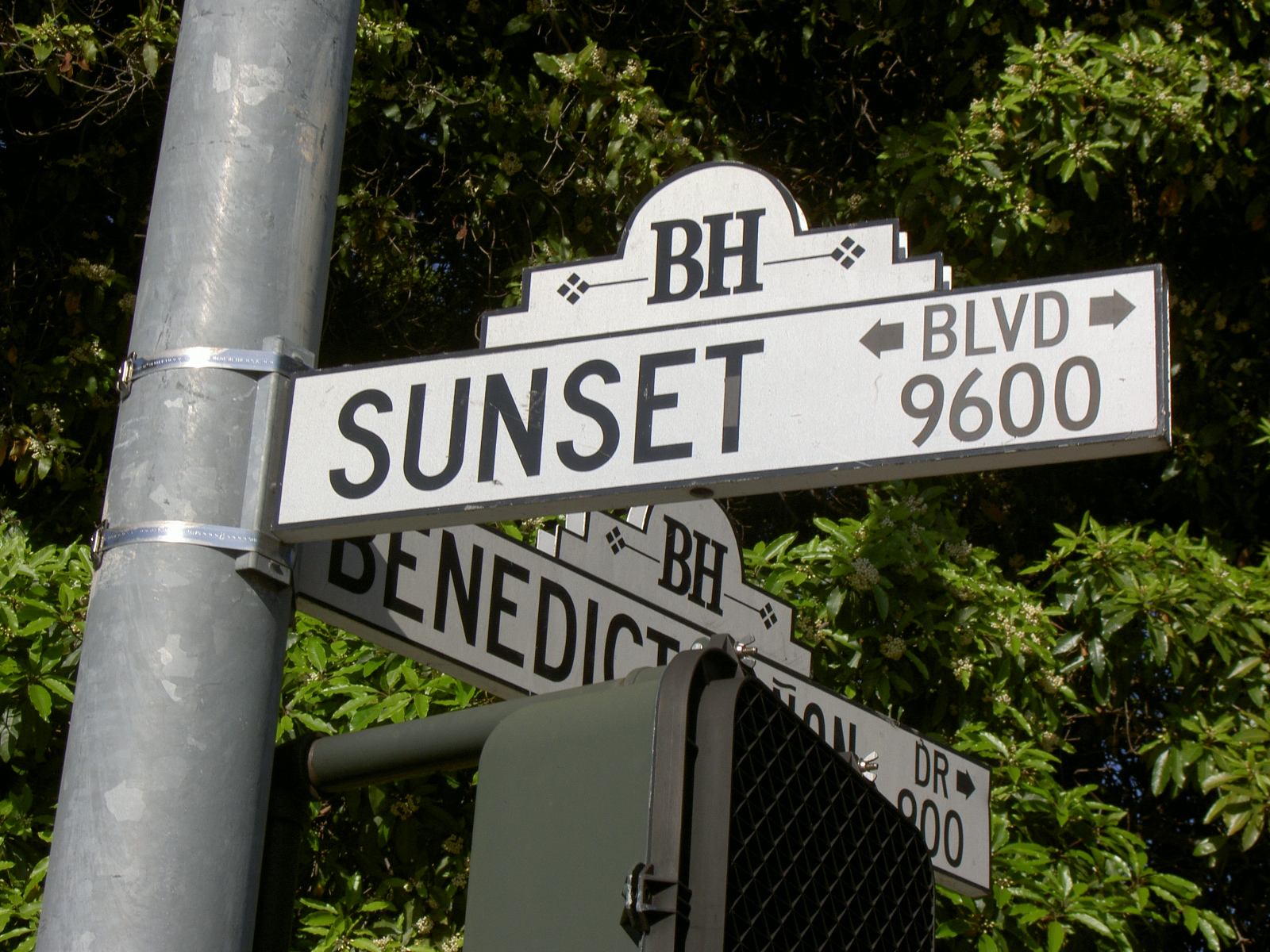
Señalización de las calles.

Las calles de la ciudad forman un plano en damero importante cuyos ejes principales son las autopistas y las surface streets, también llamadas boulevards (bulevares). Entre las principales calles este-oeste, podemos citar Victory, Ventura, Hollywood, Sunset, Wilshire, Santa Mónica, Beverly, Olympic, Pico, Washington, Venice, Adams, Jefferson, Exposition y Martin Luther King. Entre las principales calles norte-sur se encuentran Topanga Canyon, Lincoln, Hawthorne, Sepulveda, Van Nuys, Westwood, Beverly Glen, San Vicente, Robertson, La Ciénaga, Laurel Canyon, Crenshaw, y Glendale.
Además, existen varias calles célebres que no tienen el título de bulevares, aunque sean también ejes importantes. Por ejemplo: Bundy Drive, Barrington Avenue, Centinela Avenue, Mulholland Drive, Pacific Coast Highway, Slauson Avenue, Century Park East, Avenue of the Stars, Highland Avenue, Melrose Avenue, Florence Avenue, Normandie Avenue, Vermont Avenue, La Brea Avenue, Fairfax Avenue, Western Avenue, Figueroa Street, Grand Avenue, Central Avenue, y Alameda Street.
Los Ángeles es conocida por sus numerosos baches, que son causa de accidentes. Los fondos destinados al mantenimiento de las vías públicas son insuficientes para mantener la gigantesca red de carreteras de la ciudad. Este problema fue la causa principal de la tentativa de separación del Valle de San Fernando en 2002. En diciembre de 2005, tuvo lugar en el Valle una operación destinada a reparar estos baches, pero el problema no está aún resuelto.

## Transporte público

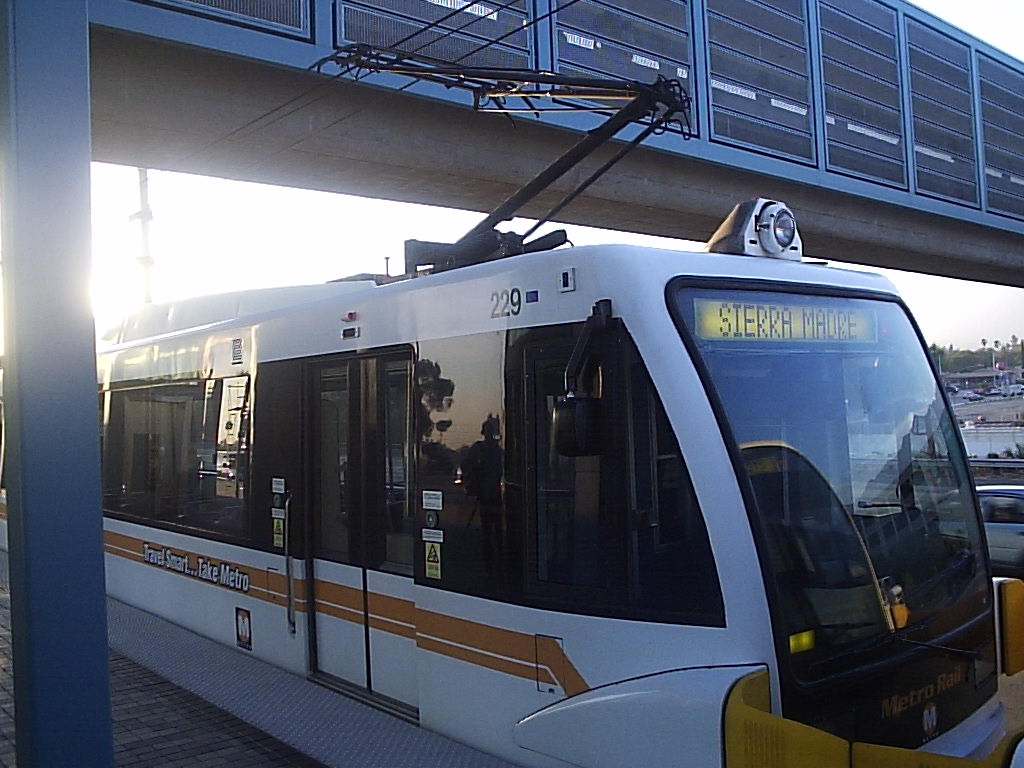
Un vagón del metro de Los Ángeles.

El condado de Los Ángeles posee redes de transporte público desde hace aproximadamente 130 años, durante los cuales aproximadamente 220 compañías se han repartido el transporte a caballo, en tranvía, en tren, en autobús, en trolebús. La Autoridad de Transporte Metropolitano del Condado de Los Ángeles (LACMTA por sus siglas en inglés) y otras agencias dirigen el extenso sistema de líneas de autobús y de metro del Condado de Los Ángeles que son utilizados para aproximadamente un 1,8 millones de viajes al día. Sin embargo, solamente aproximadamente 11% de los trabajadores de la ciudad utilizan el transporte público para viajar a su sitio de trabajo.
La LACMTA fue galardonada en 2006 con el título de Outstanding Transportation System por la American Public Transportation Association. Esto quiere decir que ha recibido el premio al mejor sistema de transporte público de los Estados Unidos de América. Sin embargo, los transportes públicos conservan una imagen negativa en Los Ángeles y los turistas los usan poco.

### Metro y Tren Ligero

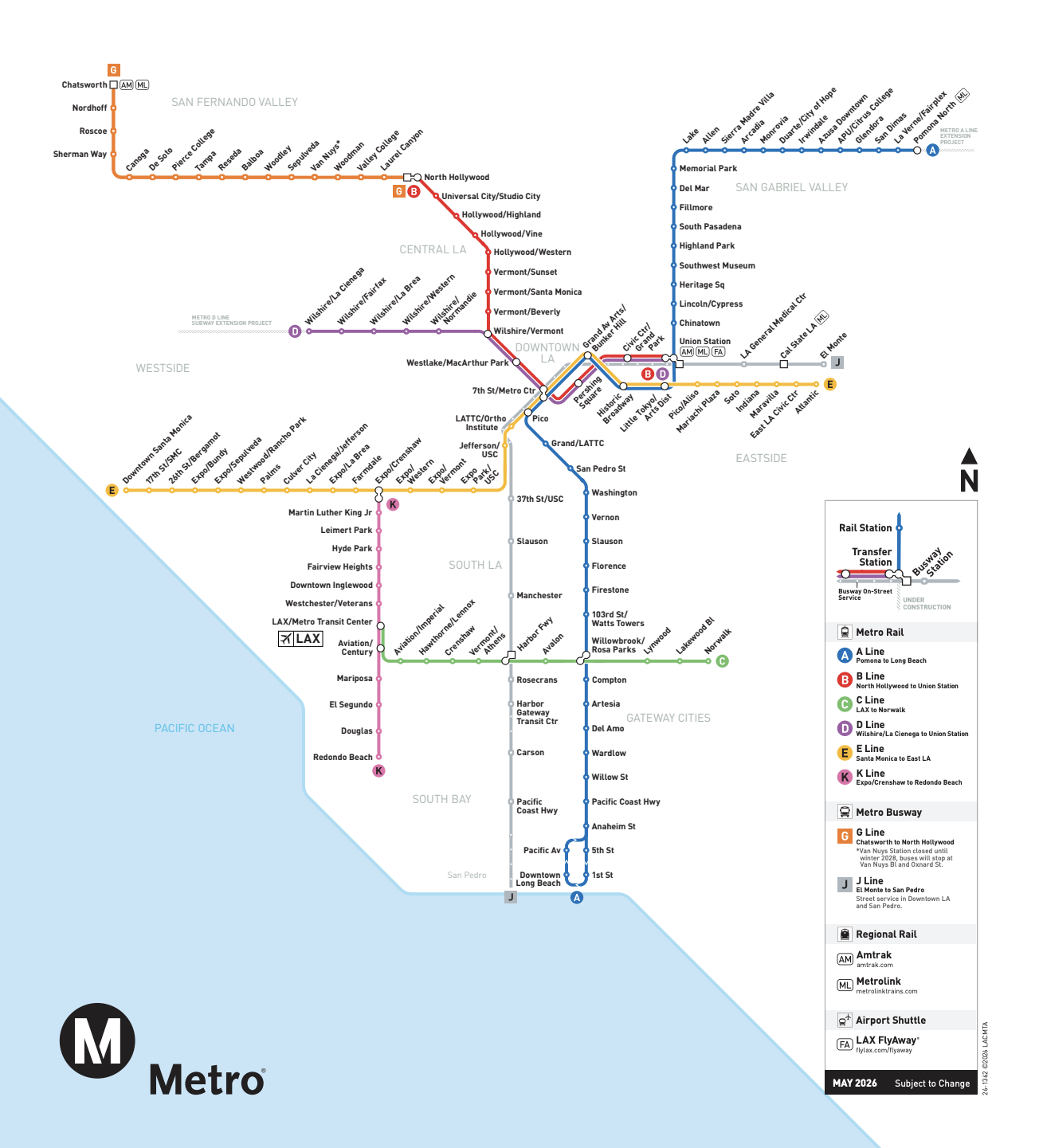
Mapa del Metro 2025

La LACMTA gestiona 179 km de líneas de metro y tren ligero. El sistema está compuesto por 101 estaciones, 6 líneas (Línea B, A, D, E, K, C) y lo frecuentan aproximadamente 260.100 personas al día. Las líneas van del el centro de Long Beach al de Los Ángeles hasta Hollywood, Universal City y North Hollywood en el Valle de San Fernando, del centro de Los Ángeles hasta el este de Pasadena, y de Norwalk a El Segundo. En la Union Station, los pasajeros pueden hacer transbordo entre la red de Amtrak y de Metrolink. Desde la estación Aviation de la Línea C, los pasajeros pueden llegar a las terminales del aeropuerto gracias a la existencia de un transbordador gratuito. Están en construcción tres extensiones, la línea K hacia el aeropuerto LAX y conexión con la línea C. La línea D, de Koreatown con UCLA y Westwood. Y la extensión de la línea A por el Valle de San Gabriel asea el este con terminal en Pomona, Ca. Varias otras extensiones están por comenzar, la nueva línea en el valle de san Fernando, la extensión de la línea E para Whittier, Ca. Una nueva extensión del centro de Los Ángeles hacia Artesia, Ca. Extensiones de la línea K hacia Hollywood y extensión de la línea B hacia el sur por la calle Vermont Avenue. La ciudad y condado ha invertido varios billones desde la aprobación de la medida R y M en 2008 y 2016. Las medidas recaudan fondos para construcción y modernización de transporte público por el condado. Impuesto nuevo permanente de un centavo y medio en ventas por el condado. 
El metro totaliza 276,900 viajes al día, lo que representa 0,9% de los 29 millones de viajes diarios en el Condado de Los Ángeles.

### Autobús
La LACMTA posee el mayor número de autobuses que funcionan con CNG de Estados Unidos: las emisiones de partículas se reducen en un 90%, las de monóxido de carbono en un 80%, y las de gases de efecto invernadero en un 20% respecto a los 500 autobuses que utilizan todavía diésel.  La LACMTA gestiona cuatro distintos servicios de autobuses, que se diferencian por su color:

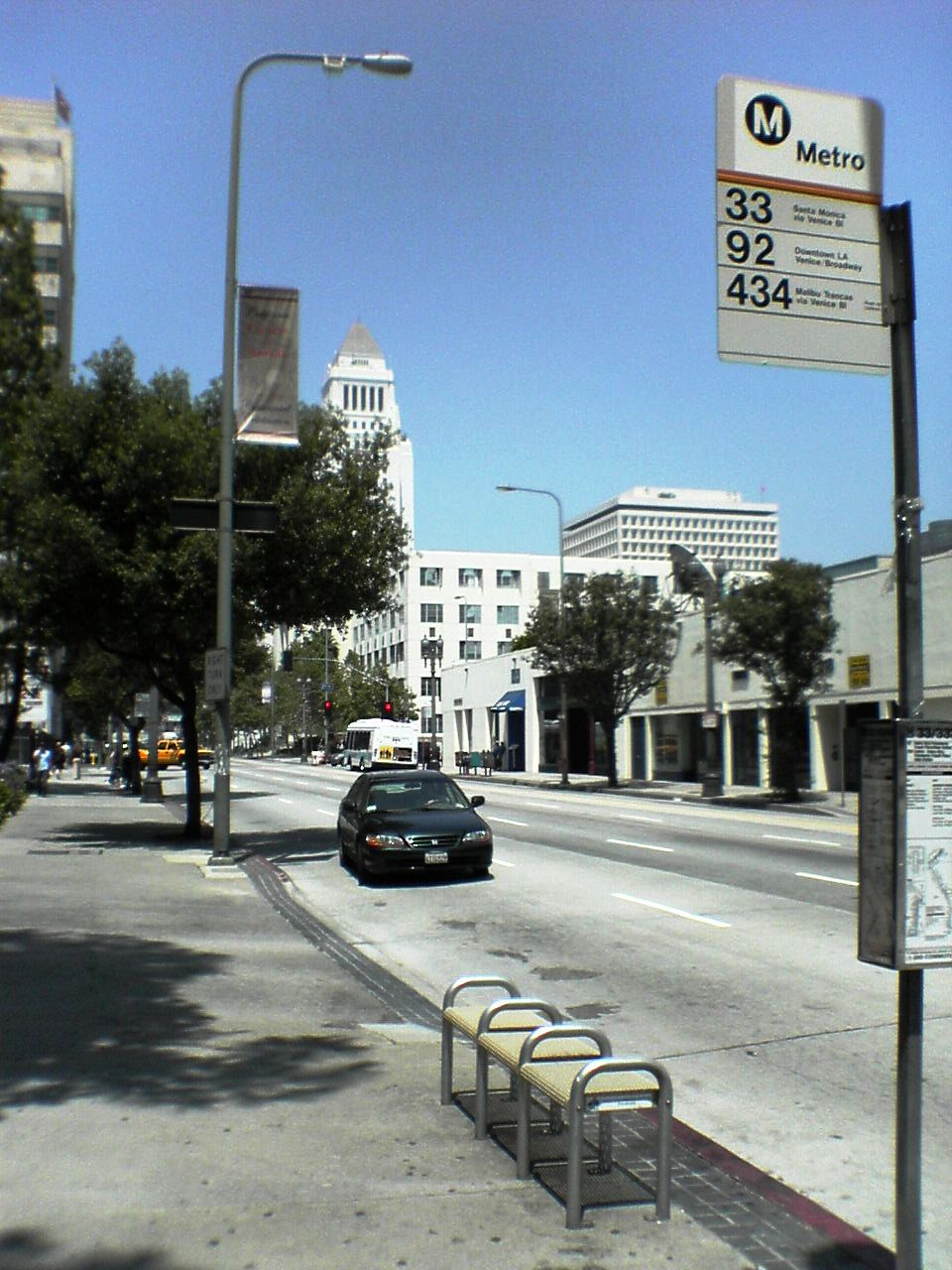
Parada de autobús cerca del Ayuntamiento.

- Los autobuses Metro Local son de color naranja y circulan por los ejes principales. En total existen 18.500 paradas y 189 líneas.
- Los autobuses Metro Rapid son de color rojo oscuro. Siguen la mayoría de las calles más frecuentadas y tienen, gracias a un sistema de transpondedor por radio desarrollado por el Los Angeles Department of Transportation (LADOT), la prioridad sobre el resto del tráfico. Las paradas están más alejadas que en el servicio local - por término medio, están separadas una de la otra 1,2 kilómetros  - y la frecuencia de los vehículos se sitúa entre 3 y 10 minutos. Todos estos elementos permiten al viaje ser mucho más rápido.[11]
Este sistema fue implementado en junio de 2000 y será completado en 2008. Según las estadísticas de la LACMTA, los tiempos de trayecto se habrán reducido en un 29%. Las principales críticas hechas a la red son, por un lado, que no es suficiente para atender las necesidades crecientes de Los Ángeles en relación con el transporte, y que los fondos que le son otorgados deberían ser redistribuidos en el metro; por otra parte, según la Bus Riders Union de la ciudad, la lejanía de las paradas y el hecho de que los Metro Rapid reemplacen a los Metro Local, obligan a los habitantes a caminar largas distancias para coger el autobús.
- Los autobuses Metro Express de momento sólo están implantados en dos líneas, la 450X y la 577X. Estos autobuses, de color azul oscuro, han sido concebidos para seguir la red de autopistas de Los Ángeles y comunicarla lo más rápidamente posible.
- La Línea Naranja es un Sistema de Autobús Rápido de 23 km que atraviesa el sur del Valle de San Fernando: de la estación de metro de North Hollywood hasta el Warner Center, en Woodland Hills.

La LACMTA también opera autobuses a través del Harbor Transitway con servicio de bus expreso entre San Pedro y el Centro de Los Ángeles. La agencia Foothill Transit también gestiona un servicio de bus expreso entre West Covina y el Centro de Los Ángeles a través de los carriles carpool en la autopista interestatal número 10 (San Bernardino Freeway).  Otras agencias que gestionan servicio de autobús en el Condado de Los Ángeles incluyen: Long Beach Transit, Montebello Bus Lines, Norwalk Transit, Redondo Beach, y el Big Blue Bus de Santa Mónica.
La LACMTA, en conjunto con las otras agencias de transporte del condado, cuentan con aproximadamente 1,5 millones de viajes al día que se realizan a través de autobús, lo cual representa aproximadamente 5,2% de los 29 millones de viajes diarios en el condado.

## Transporte aéreo
Los Ángeles es la metrópolis que posee más aeropuertos del mundo. El Aeropuerto Internacional de Los Ángeles, el principal de la ciudad, es el quinto del mundo, con 60 millones de pasajeros al año. Es el que elige la mayoría de los visitantes internacionales. Cuando los viajeros llegan, de noche, hacia este aeropuerto viniendo del este, sobrevuelan durante aproximadamente treinta minutos las luces del Gran Los Ángeles. Otros aeropuertos notables son el Aeropuerto Internacional de Ontario, el aeropuerto Bob Hope (antiguo aeropuerto de Burbank), el aeropuerto Long Beach y el aeropuerto John Wayne. Los Angeles World Airports, un departamento del municipio de Los Ángeles, se encarga de administrar los aeropuestos de Los Ángeles (LAX), Van Nuys (VNY) y Palmdale Regional (PMD).

## Transporte marítimo
El puerto de Los Ángeles, situado en la bahía de San Pedro, forma con el de Long Beach el quinto complejo portuario del mundo y el tercero para el tráfico de contenedores. Los puertos de talla media y de recreo jalonan el resto de la costa, como el de Marina del Rey o de Redondo Beach, que albergan numerosos yates. Existe también un sistema de transbordadores que permite llegar a la ciudad de Avalon, situada en la Isla Santa Catalina, frente a la costa de la ciudad. Se utiliza sobre todo para escapadas de una jornada y para el abastecimiento de las comunidades insulares.

## Transporte ferroviario

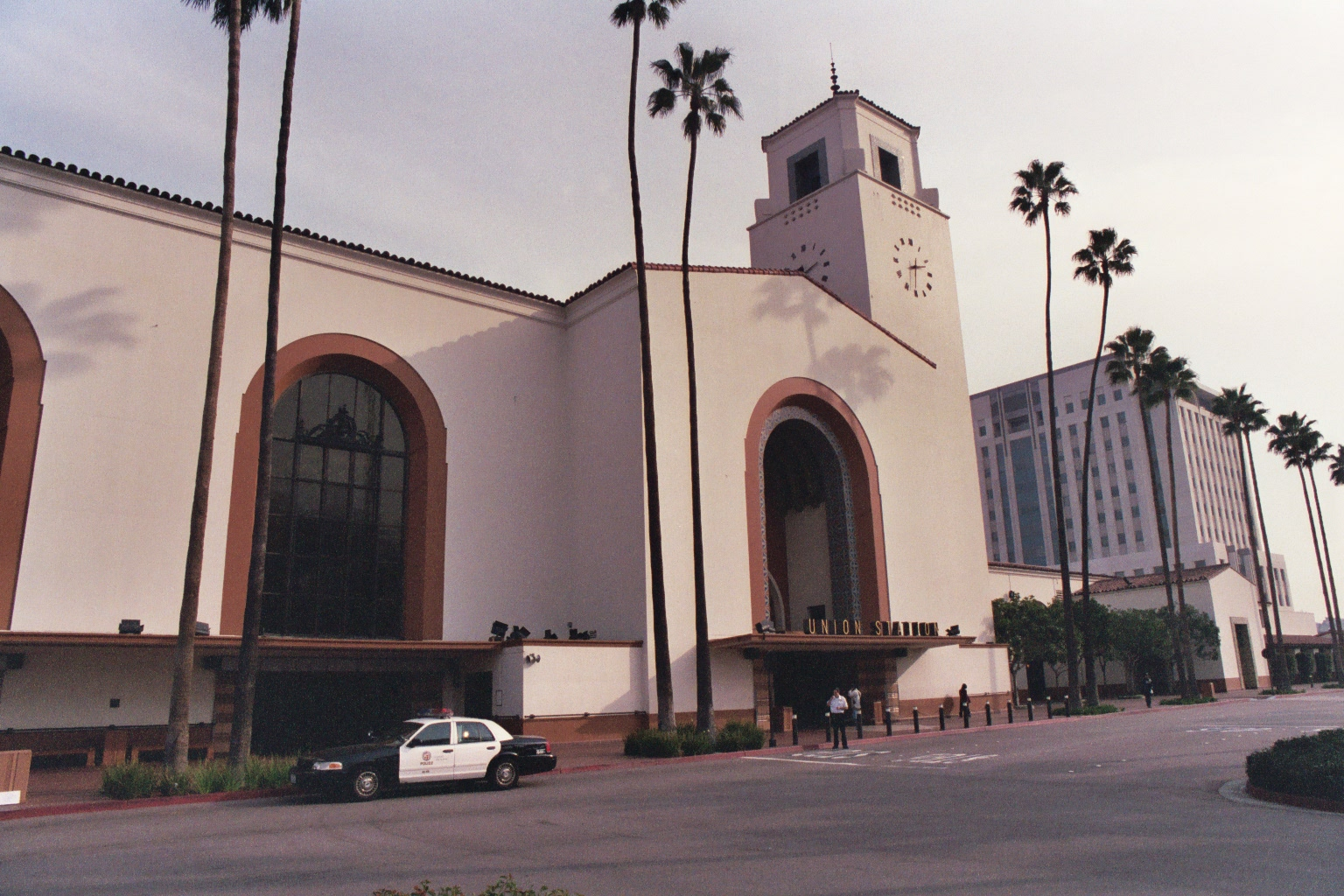
La Union Station de Los Ángeles.

La Union Station es la principal estación ferroviaria de la región. Varios trenes Metrolink y Amtrak comunican las comunidades suburbanas de la región metropolitana de Los Ángeles. Además, existen líneas que permiten acceder a otras ciudades californianas y del resto de Estados Unidos. Amtrak dispone de un servicio que une Los Ángeles con San Diego cada hora del día, pero las conexiones hacia el norte son menos frecuentes. Cada día sale un tren que recorre en 34 h la línea Coast Starlight, hasta Seattle, y otro servicio diario realiza la conexión con Chicago. La conexión con Orlando tiene una frecuencia de tres veces por semana.
El transporte de mercancías corre a cargo de Union Pacific Railroad y BNSF Railway.  La región cuenta con yardas ferroviarias en el centro de la ciudad de Los Ángeles, así como en la ciudad de Commerce así como en el puerto de San Pedro y Long Beach.  Las yardas del puerto quedan comunicadas con las del centro de la ciudad y las de Commerce a través del Corredor de Alameda (Alameda Corridor), un corredor de vías construido a nivel subterráneo en una zanja.

## Otros medios de transporte
You won't see a cop walkin' on the beat / You only see 'em drivin' cars out on the street / You won't see a kid walkin' home from school / Their mothers pick 'em up in a car pool / Nobody's walkin' walkin' walkin' walkin—nobody walks in LA
Missing Persons, "Walking in LA"

Al contrario de lo que afirma una canción popular, que dice que "nadie anda en L.A." (nobody walks in L.A.), varios lugares de las ciudades son muy frecuentados por los peatones, sobre todo en el centro y en los numerosos barrios comerciales. Allí suele ser más rápido ir andando que en coche, a causa de la falta de parques de estacionamiento.
El ciclismo urbano también se practica. Los parques, como Griffith Park, y los alrededores de la ciudad, por ejemplo las Verdugo Mountains y las San Gabriel Mountains ofrecen numerosos senderos reservados a los peatones y a los ciclistas. Los servicios de transporte Metro Bus y Metro Rail son virtualmente accesibles a las bicis: o bien los vehículos disponen de soportes específicos, o bien permiten, excepto en las hora punta, entrar con la bici.

### Contaminación
El tráfico por carretera, pero también todas los medios de transporte contaminantes, provocan una contaminación atmosférica importante en Los Ángeles. Las regiones más afectadas son el Valle de San Fernando y la Cuenca de Los Ángeles, cuyas configuraciones geográficas acentúan el fenómeno del smog.

## Galería

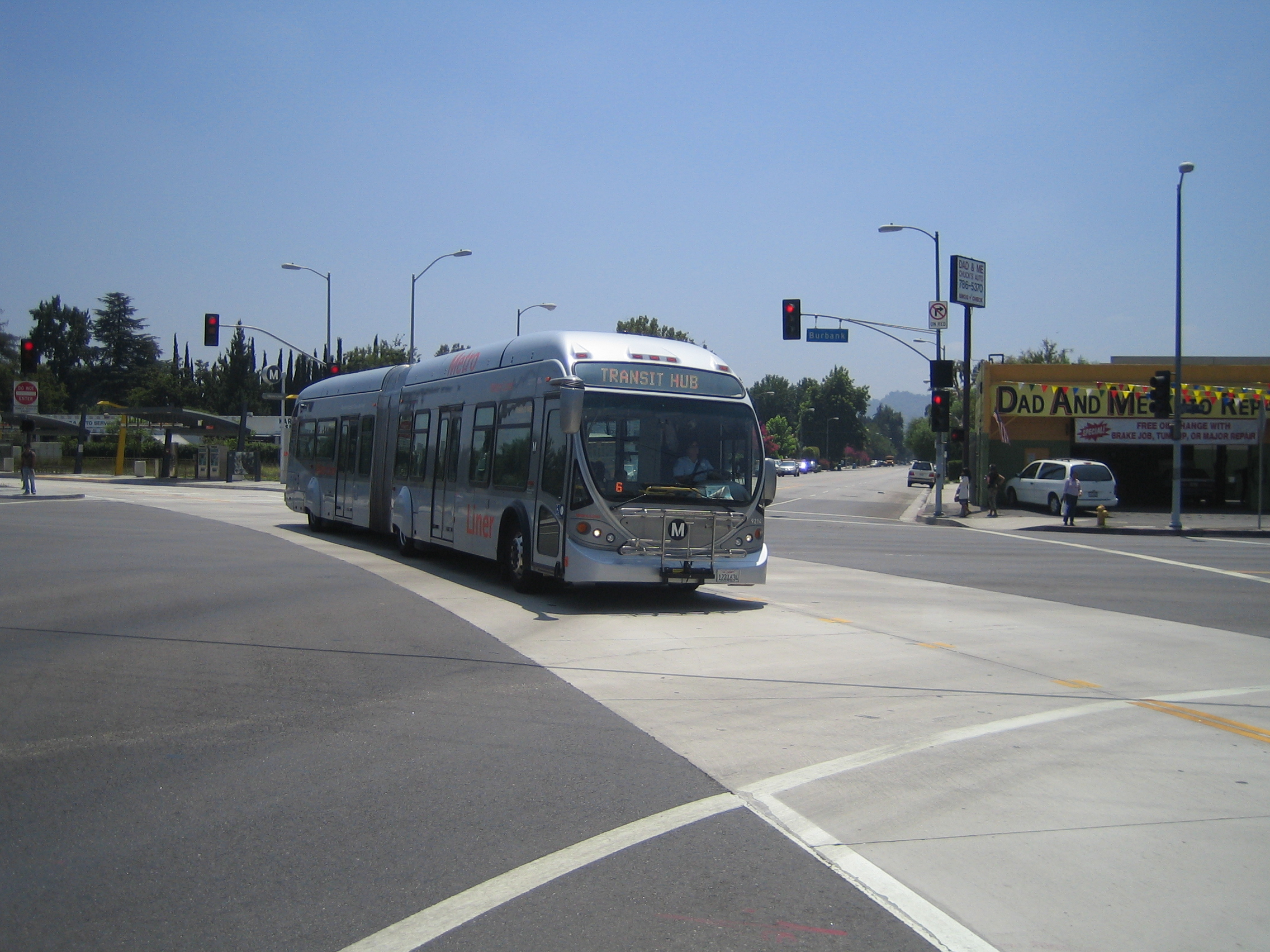
Un autobús de la Línea naranja en la intersección de Burbank Boulevard y Fulton Avenue.
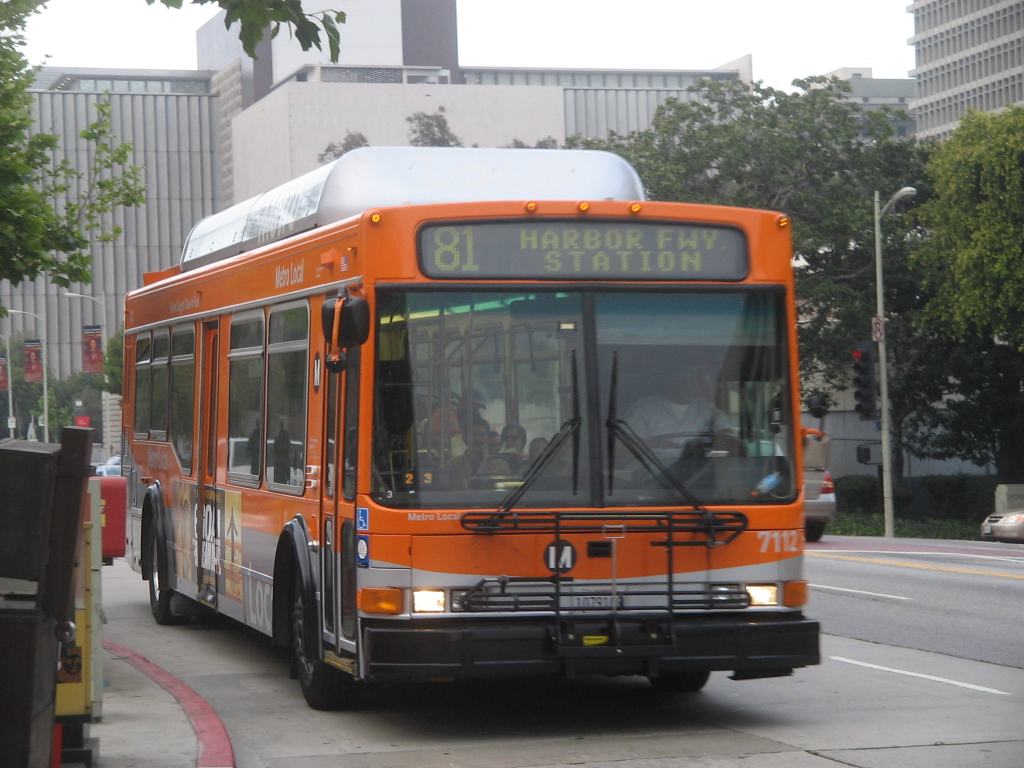
Un autobús Metro Local.
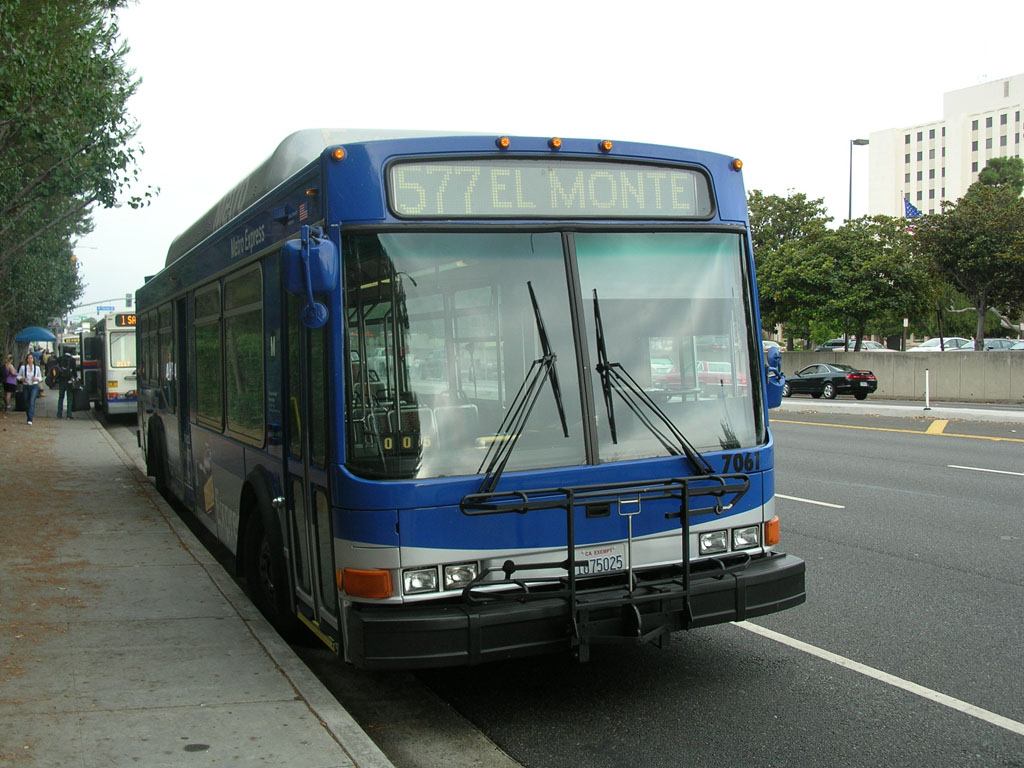
Un autobús Metro Express.
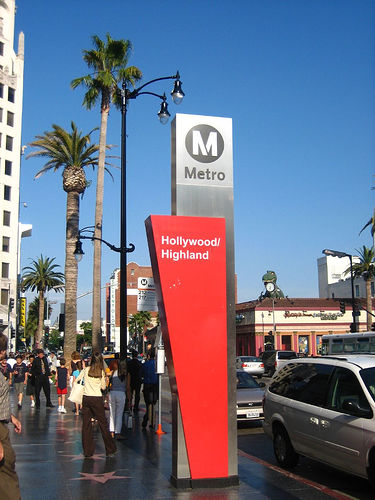
Cartel que indica la estación de metro Hollywood/Highland.